# Украинка (Бобровицкий район)
Украи́нка (укр. Українка) – село, расположенное на территории Бобровицкого района Черниговской области (Украина).
Население составляет 38 жителей (2006 год). Плотность населения — 87,36 чел/кв.км.
Впервые упоминается в 1924 году.
Село Украинка находится примерно в 29 км к юго-востоку от центра города Бобровица. Средняя высота населённого пункта — 131 м над уровнем моря. Село находится в зоне умеренного умеренно континентального климата.
Национальный состав представлен преимущественно украинцами, конфессиональный состав — христианами.